# Rábca
Rábca eller Répce (tyska: Rabnitz) är ett vattendrag i Ungern och Österrike.
Floden mynnar vid Győr i en sidogren av Donau (Mosoni-Duna).